# 48e Primetime Emmy Awards
De 48e Primetime Emmy Awards, waarbij prijzen werden uitgereikt in verschillende categorieën voor de beste Amerikaanse televisieprogramma's die in primetime werden uitgezonden tijdens het televisieseizoen 1995-1996, vond plaats op 8 september 1996 in het Pasadena Civic Auditorium in Pasadena, Californië.

## Winnaars en nominaties - televisieprogramma's
(De winnaars staan bovenaan in vet lettertype.)

#### Dramaserie
(Outstanding Drama Series)
- ER
  - Chicago Hope
  - Law & Order
  - NYPD Blue
  - The X-Files

#### Komische serie
(Outstanding Comedy Series)
- Frasier
  - Friends
  - The Larry Sanders Show
  - Mad About You
  - Seinfeld

#### Miniserie
(Outstanding Mini Series)
- Gulliver's Travels
  - Andersonville
  - Hiroshima
  - Moses
  - Pride and Prejudice

#### Televisiefilm
(Outstanding Made for Television Movie)
- Truman
  - Almost Golden: The Jessica Savitch Story
  - The Heidi Chronicles
  - The Late Shift
  - The Tuskegee Airmen

#### Varieté-, Muziek- of komische show
(Outstanding Variety, Music or Comedy Series)
- Dennis Miller Live
  - Late show with David Letterman
  - Muppets Tonight
  - Politically Incorrect
  - The Tonight Show with Jay Leno

## Winnaars en nominaties - acteurs

### Hoofdrollen

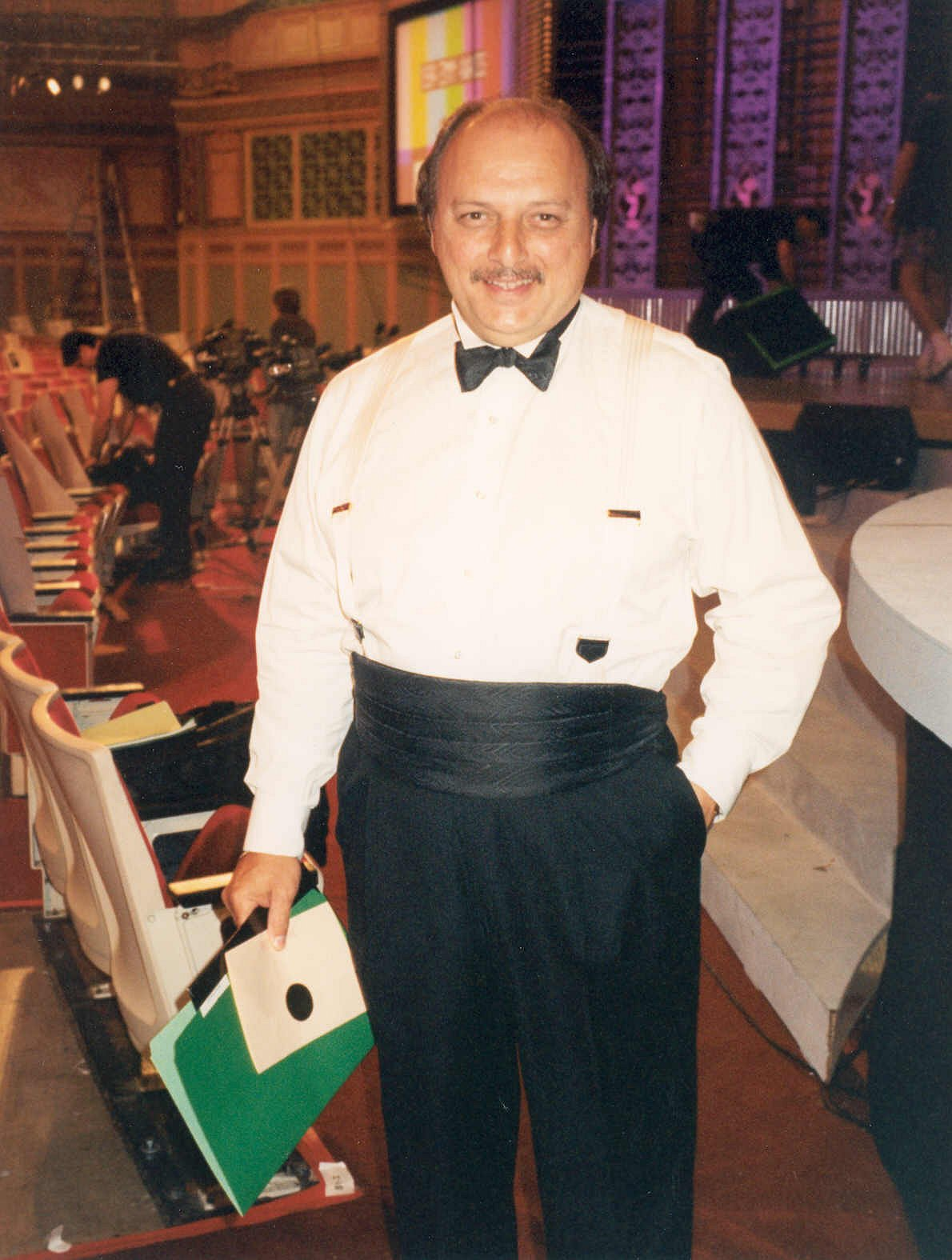
Dennis Franz (NYPD Blue), winnaar mannelijke hoofdrol in een dramaserie

#### Mannelijke hoofdrol in een dramaserie
(Outstanding Lead Actor in a Drama Series)
- Dennis Franz als Andy Sipowicz in NYPD Blue
  - Andre Braugher als Frank Pembleton in Homicide: Life on the Street
  - George Clooney als Doug Ross in ER
  - Anthony Edwards als Mark Greene inER
  - Jimmy Smits als Bobby Simone in NYPD Blue

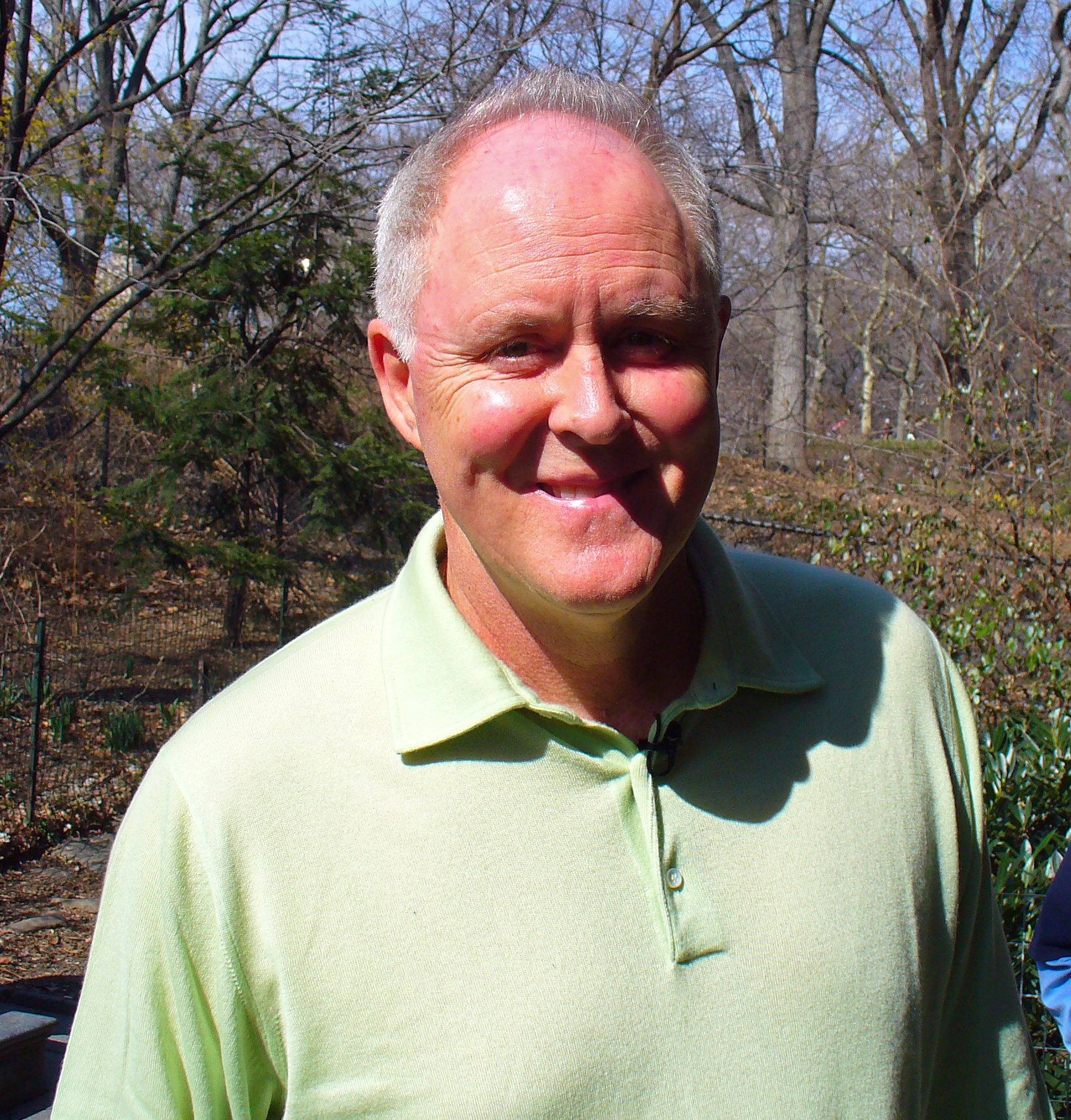
John Lithgow (3rd Rock From The Sun), winnaar mannelijke hoofdrol in een komische serie

#### Mannelijke hoofdrol in een komische serie
(Outstanding Lead Actor in a Comedy Series)
- John Lithgow als Dick Solomon in 3rd Rock From The Sun
  - Kelsey Grammer als Frasier Crane in Frasier
  - Paul Reiser als Paul Buchman in Mad About You
  - Jerry Seinfeld als Jerry Seinfeld in Seinfeld
  - Garry Shandling als Larry Sanders in The Larry Sanders Show

#### Mannelijke hoofdrol in een miniserie
(Outstanding Lead Actor in a Miniseries or Special)
- Alan Rickman als Grigori Rasputin in Rasputin: Dark Servant of Destiny
  - Alec Baldwin als Stanley Kowalski in A Streetcar Named Desire
  - Beau Bridges als Richard Nixon in Kissinger and Nixon
  - Laurence Fishburne als Hannibal Lee in The Tuskegee Airmen
  - Gary Sinise als Harry S. Truman in Truman

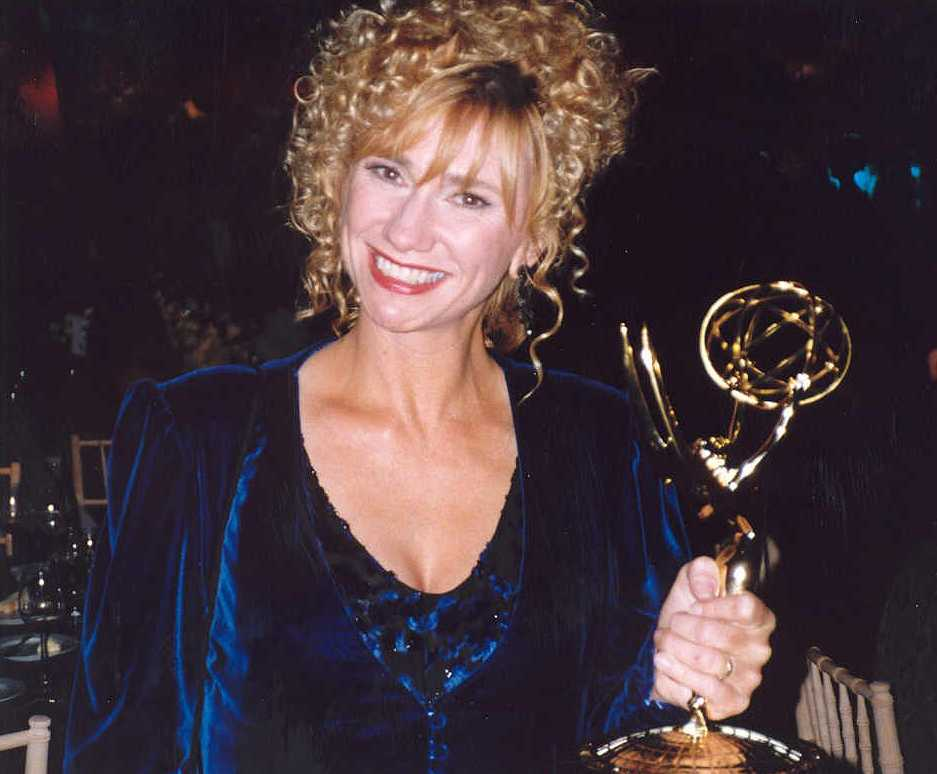
Kathy Baker (Picket Fences), winnaar vrouwelijke hoofdrol in een dramaserie

#### Vrouwelijke hoofdrol in een dramaserie
(Outstanding Lead Actress in a Drama Series)
- Kathy Baker als Jill Brock in Picket Fences
  - Gillian Anderson als Dana Scully in The X-Files
  - Christine Lahti als Kate Austin in Chicago Hope
  - Angela Lansbury als Jessica Fletcher in Murder, She Wrote
  - Sherry Stringfield als Susan Lewis in ER

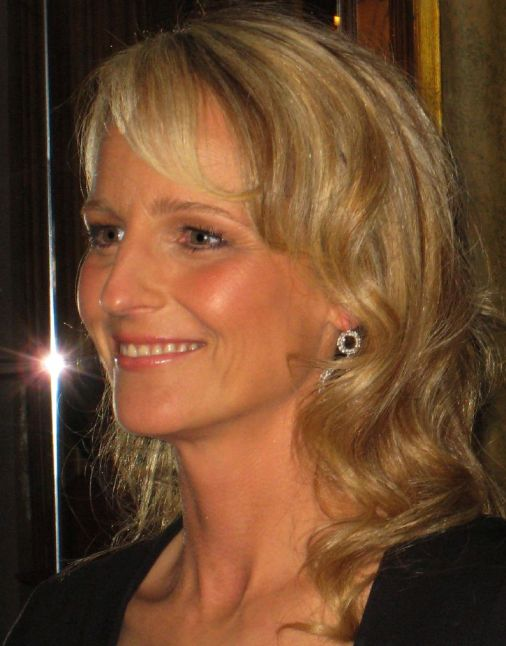
Helen Hunt (Mad About You), winnaar vrouwelijke hoofdrol in een komische serie

#### Vrouwelijke hoofdrol in een komische serie
(Outstanding Lead Actress in a Comedy Series)
- Helen Hunt als Jamie Buchman in Mad About You
  - Ellen DeGeneres als Ellen Morgan in Ellen
  - Fran Drescher als Fran Fine in The Nanny
  - Patricia Richardson als Jill Taylor in Home Improvement
  - Cybill Shepherd als Cybill Sheridan in Cybill

#### Vrouwelijke hoofdrol in een miniserie
(Outstanding Lead Actress in a Miniseries or Special)
- Helen Mirren als Jane Tennison in Prime Suspect 4: Scent of Darkness
  - Ashley Judd als Norma Jean Dougherty in Norma Jean & Marilyn
  - Jessica Lange als Blanche DuBois in A Streetcar Named Desire
  - Mira Sorvino als Marilyn Monroe in Norma Jean & Marilyn
  - Sela Ward als Jessica Savitch in Almost Golden: The Jessica Savitch Story

### Bijrollen

#### Mannelijke bijrol in een dramaserie
(Outstanding Supporting Actor in a Drama Series)
- Ray Walston als Henry Bone in Picket Fences
  - Héctor Elizondo als Philip Watters in Chicago Hope
  - James McDaniel als Arthur Fancy in NYPD Blue
  - Stanley Tucci als Richard Cross in Murder One
  - Noah Wyle als John Carter in ER

#### Mannelijke bijrol in een komische serie
(Outstanding Supporting Actor in a Comedy Series)
- Rip Torn als Arthur in The Larry Sanders Show
  - Jason Alexander als George Costanza in Seinfeld
  - David Hyde Pierce als Niles Crane in Frasier
  - Michael Richards als Cosmo Kramer in Seinfeld
  - Jeffrey Tambor als Hank Kingsley in The Larry Sanders Show

#### Mannelijke bijrol in een miniserie
(Outstanding Supporting Actor in a Miniseries or Special)
- Tom Hulce als Peter Patrone in The Heidi Chronicles
  - Andre Braugher als Benjamin O. Davis in The Tuskegee Airmen
  - John Goodman als Harold 'Mitch' Mitchell in A Streetcar Named Desire
  - Ian McKellen als Nicholas II in Rasputin: Dark Servant of Destiny
  - Treat Williams als Michael Ovitz in The Late Shift

#### Vrouwelijke bijrol in een dramaserie
(Outstanding Supporting Actress in a Drama Series)
- Tyne Daly als Alice Henderson in Christy
  - Barbara Bosson als Miriam Grasso in Murder One
  - Sharon Lawrence als Sylvia Costas in NYPD Blue
  - Julianna Margulies als Carol Hathaway in ER
  - Gail O'Grady als Donna Abandando in NYPD Blue

#### Vrouwelijke bijrol in een komische serie
(Outstanding Supporting Actress in a Comedy Series)
- Julia Louis-Dreyfus als Elaine Benes in Seinfeld
  - Christine Baranski als Maryann Thorpe in Cybill
  - Janeane Garofalo als Paula in The Larry Sanders Show
  - Jayne Meadows als Alice Morgan in High Society
  - Renée Taylor als Sylvia Fine in The Nanny

#### Vrouwelijke bijrol in een miniserie
(Outstanding Supporting Actress in a Miniseries or Special)
- Greta Scacchi als Tsarina Alexandra in Rasputin: Dark Servant of Destiny
  - Kathy Bates als Helen Kushnick in The Late Shift
  - Diana Scarwid als Bess Truman in Truman
  - Mare Winningham als Sheila in The Boys Next Door
  - Alfre Woodard als Queen of Brobdingnag in Gulliver's Travels

### Gastrollen

#### Mannelijke gastrol in een dramaserie
(Outstanding Guest Actor in a Drama Series)
- Peter Boyle als Clyde Bruckman in The X-Files
  - Danny Glover als Phillip Marlowe in Fallen Angels
  - Michael Jeter als Bob Ryan in Chicago Hope
  - Richard Pryor als Joe Springer in Chicago Hope
  - Rip Torn als Warren Shutt in Chicago Hope

#### Mannelijke gastrol in een komische serie
(Outstanding Guest Actor in a Comedy Series)
- Tim Conway als Kenny in Coach
  - Griffin Dunne als Bob in Frasier
  - Mandy Patinkin als Mandy Patinkin in The Larry Sanders Show
  - Larry Thomas als The Soup Nazi in Seinfeld
  - Harris Yulin als Jerome Belasco in Frasier

#### Vrouwelijke gastrol in een dramaserie
(Outstanding Guest Actress in a Drama Series)
- Amanda Plummer als Theresa Givens in The Outer Limits
  - Louise Fletcher als Christine Bey in Picket Fences
  - Penny Fuller als Mrs. Constantine in ER
  - Carol Kane als Marguerite Birch in Chicago Hope
  - Maureen Stapleton als Maggie MacPhee in Road to Avonlea
  - Lily Tomlin als Rose Halligan in Homicide: Life on the Street

#### Vrouwelijke gastrol in een komische serie
(Outstanding Guest Actress in a Comedy Series)
- Betty White als Betty White in The John Larroquette Show
  - Shelley Long als Diane Chambers in Frasier
  - Rosie O'Donnell als Rosie O'Donnell in The Larry Sanders Show
  - Marlo Thomas als Sandra Green in Friends
  - Irene Worth als Mrs. Mellon in Remember WENN